# Ntare V do Burundi
Ntare V do Burundi (nascido Charles Ndizeye, 2 de dezembro de 1947 - 29 de abril de 1972) foi o último rei do Burundi (ou Mwami) de julho a novembro de 1966. Até a sua ascensão, era conhecido como Príncipe Herdeiro Charles Ndizeye. Após uma tentativa de golpe dirigida pelos hutus em outubro de 1965, seu pai, Mwambutsa IV, partiu para o exílio na Suíça. Em março de 1966, Mwambusta IV designou seu único filho sobrevivente como seu herdeiro do trono. O príncipe herdeiro, então, depôs formalmente seu pai e o governo deste em julho de 1966. O próprio rei Ntare foi deposto, mais tarde no mesmo ano, em um golpe militar liderado por Michel Micombero; o ex-rei foi para o exílio na Alemanha Ocidental e mais tarde Uganda.

## Biografia

### Início da Vida e Reinado
Nascido em 2 de dezembro de 1947, em Gitega, na antiga Ruanda-Urundi. Foi filho do rei Mwambutsa IV e da princesa Baramparaye Ruhasha. Ele teve duas irmãs, Regina Kanyange (m.1987) e Rosa Paula Iribagiza (n.1934) a atual pretendente ao trono burundiano. O príncipe foi educado na Suiça. 
O reinado do jovem rei foi curto, durando de julho até novembro de 1966. Foi deposto após um golpe de estado orquestrado pelo primeiro-ministro Michel Micombero. Ele foi exilado na Alemanha Ocidental e posteriormente recebeu asilo político de Idi Amin Dadá, ditador de Uganda. 

### Retorno e Assassinato
Em 1972, o ex-rei retornou á Ruanda após o presidente Michel Micombero assinar um acordo por escrito com Idi Amin Dadá que ele poderia viver no país como um cidadão comum. Ele chegou por um helicóptero de Idi Amin até a terra onde seus ancestrais haviam governado. Dentro de poucas horas o rei foi posto sob prisão domiciliar no antigo palácio real em Gitega. Foi emitido pela rádio burundiana que o rei havia voltado e estaria planejando um golpe para retomar o trono. Isso causou uma grande agitação no povo, pois alguns o queriam de volta ao trono em descontentamento com a república hutu, enquanto outro o queriam morto. A situação teve fim durante a madrugada de 29 de abril de 1972, quando o ex-rei foi encontrado morto no país em circunstancias pouco claras. 
Até hoje as teorias sobre sua mortes rondam na memória histórica do país. A rádio da época afirmou que ele foi baleado enquanto tentava fugir do palácio onde se encontrava preso. Porém muitos partidários afirmam que ele foi fuzilado e seu corpo foi jogado em uma vala comum. Ele tinha 24 anos e seu corpo jamais foi encontrado. 
 

Atualmente sua irmã, a princesa Rosa Paula Iribagiza reclama ser a legitima herdeira ao trono após a morte de seu pai em 1977. 